# ヴェラ・アウアー
ヴェラ・アウアー（Vera Auer、1919年4月20日 - 1996年8月2日）は、オーストリアのジャズ・アコーディオン奏者、ヴィブラフォン奏者。彼女はレオポルト・アウアーの姪であった。
アウアーはクラシック・ピアノを学んでいたが、1940年代後半にアッティラ・ゾラーと共演し始めてからジャズに転向した。彼女はゾラーと自身のバンドを結成し、1950年代初頭にオーストリアのラジオ局であるオーストリア放送協会で定期的に演奏し、その後、1954年にフランクフルトに拠点を移した。ドイツではジャズ・フェスティバルで演奏し、ドナルド・バードやアート・テイラーの伴奏を務めた。1960年、アメリカに拠点を移した後、1960年代にはデイヴ・バーンズ、テッド・カーソン、J・J・ジョンソン、カル・マッセイ、ソニー・レッド、ズート・シムズと演奏した。1970年代と1980年代には、サイド・パフォーマーとして、また自身のアンサンブルでリチャード・ウィリアムズと共演した。

## ディスコグラフィ

### シングル
- "Say Si Si" (1951年)